# アンネ・フランクの家
アンネ・フランクの家（アンネ・フランクのいえ、Anne Frank Huis）は、オランダのアムステルダムにあるアンネ・フランクの一家など8人が1942年から約2年間、ナチスの迫害から逃れるため隠れ家として住んでいた家を利用した博物館である。
アンネ・フランク財団が管理運営を行っている。

## 歴史
ドイツのフランクフルト・アム・マインの裕福なドイツ系ユダヤ人一家の末娘として生まれたアンネ・フランクは、ナチスによるユダヤ人迫害を恐れ、一家とともにオランダに移住した。しばらくは比較的安穏な日々が続いたが、1940年5月10日、中立を宣言していたオランダにドイツ軍が侵攻してきた。四日後の14日には全域を占領し、国内ではユダヤ人に対する圧力が強まっていった。それまでモンテッソーリ・スクールで普通の少女として過ごしてきたアンネも、一般の学生と引き離され、1941年の夏からは姉のマルゴットともどもユダヤ人学級への編入を強いられるなど、次第に自由を制限されるようになっていった。
ユダヤ人狩りが頻繁に行われはじめ、危機的状況が色濃くなってくると、アンネの両親は密かに安全な場所へ移り住む準備に取りかかった。1942年7月5日、マルゴットに労働キャンプへの召集令状が届いたことを契機に、翌6日にはオットーの職場事務所の3階と4階を隠れ家にした潜伏生活をスタートさせる。さらに同僚のファン・ペルス夫妻と息子のペーター、歯科医のプフェファーが加わり、この共同体は最終的に8人となった。
1944年、この隠れ家がゲシュタポ（ナチスの秘密警察）に発見され、アンネ・フランクはアウシュヴィッツ＝ビルケナウ強制収容所に送られてしまう。約2年間続いた家での生活は終わりを告げた。

## 博物館

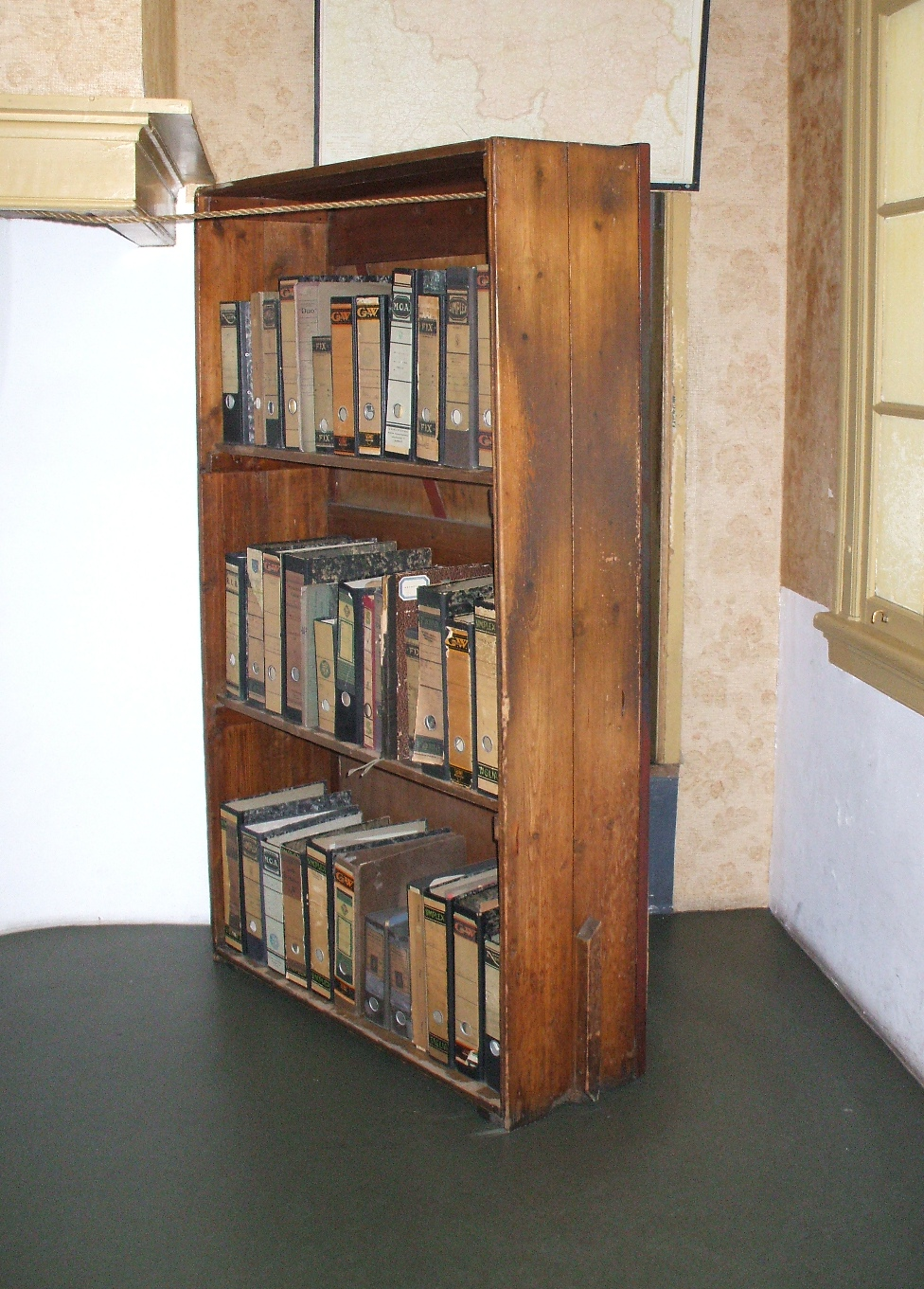
隠れ家（裏側の建物）に通じる入口を隠した回転式の本棚

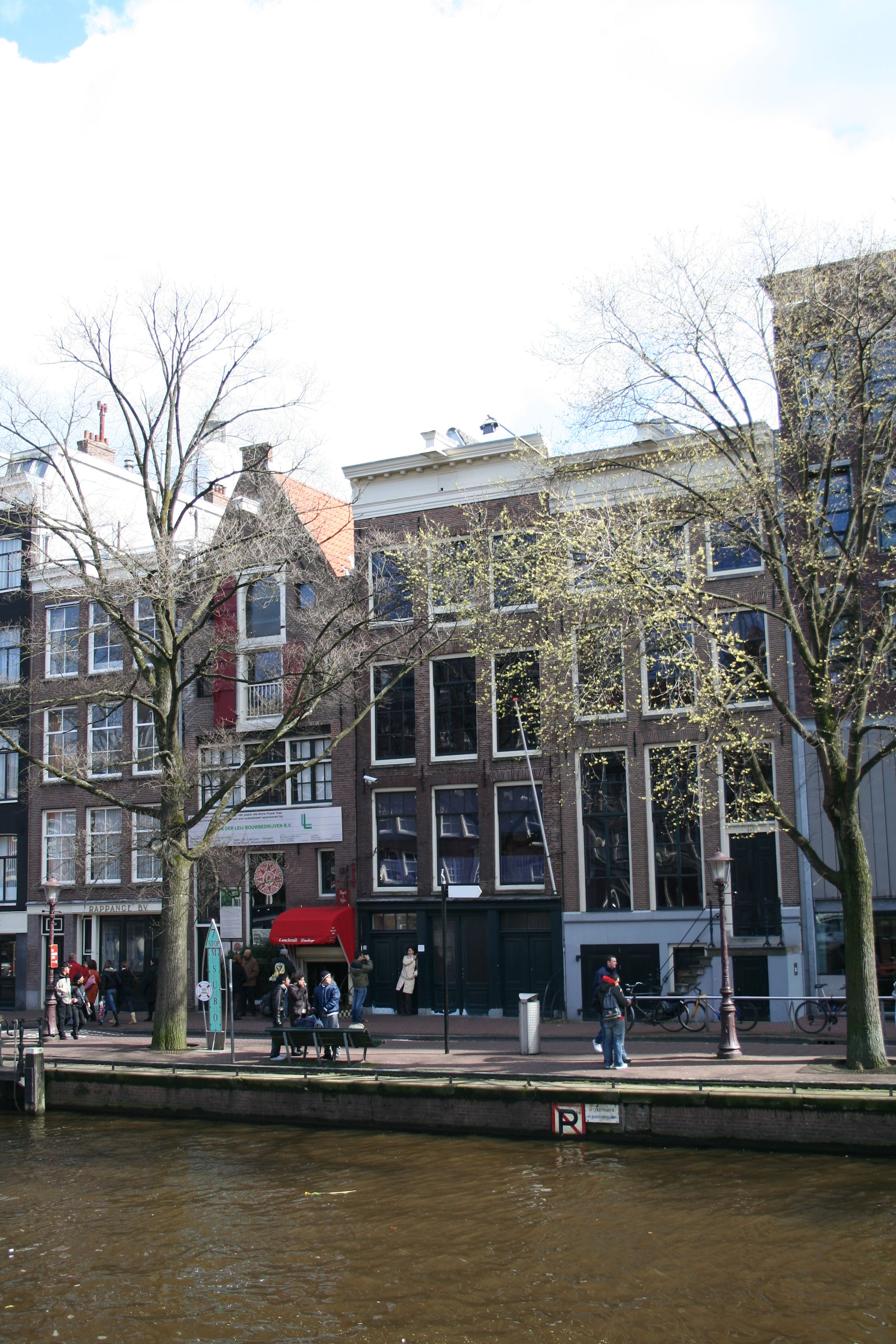
外観

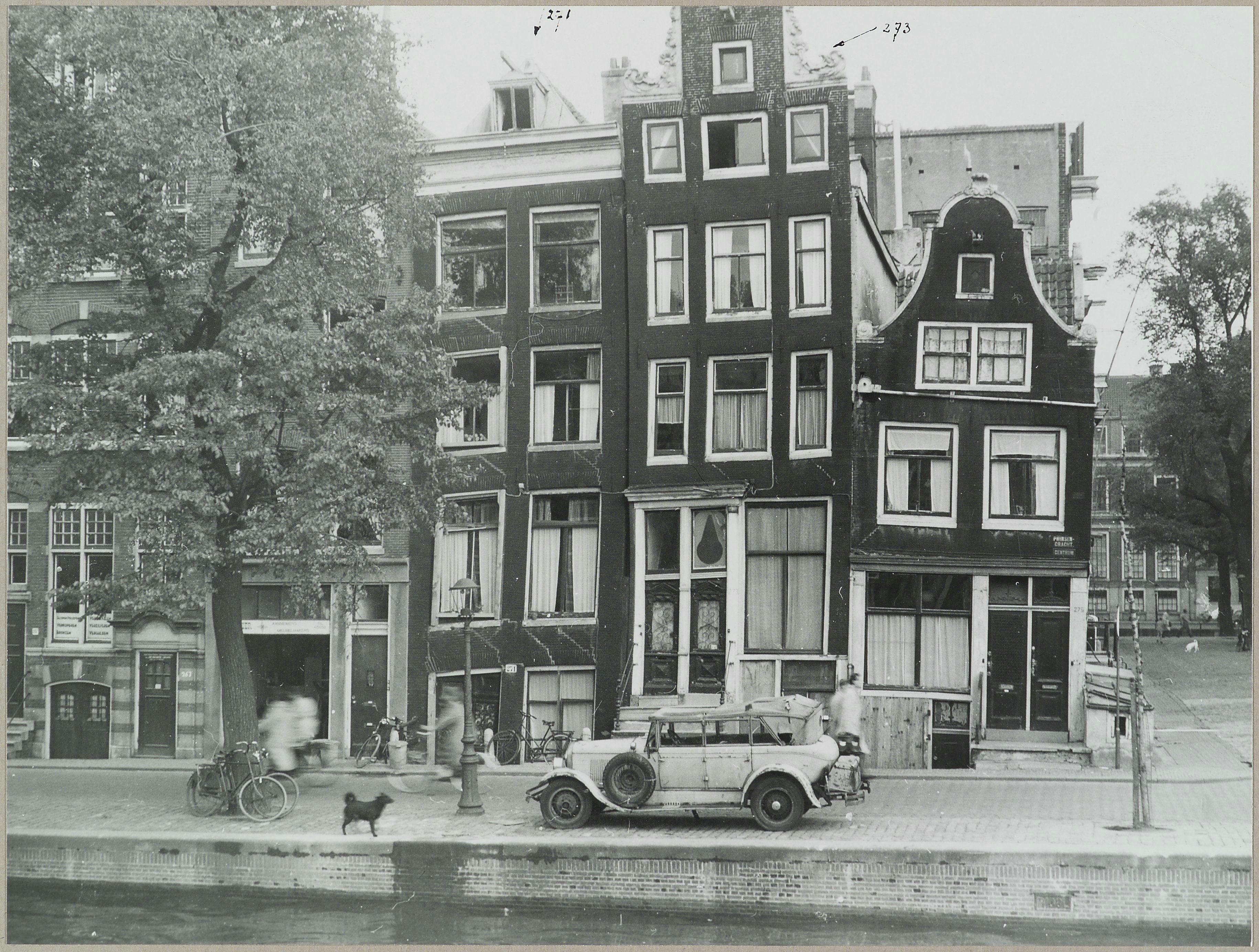
プリンセン運河通り267-275番地。1950年撮影

この建物が建てられたのは1635年。1740年と1840年に改築された。1940年にオットーは自分の会社であるオペクタ商会をここに移転させていた。
第2次世界大戦後、唯一の生存者となったオットーが戻ってきたが、アンネとマルゴットはベルゲン・ベルゼンで死亡していた。オペクタ商会はまだ存在しており、オットーは仕事に復帰したが、1953年には仕事から手を引いた。オペクタ商会が転出した後、次の所有者となったベルクハウス社は建物の解体を望んでいた。しかし市民の抗議運動のため、ベルクハウス社は建物を寄付することに決めた。1957年5月3日にアンネ・フランク財団が建物を復元することを目的に設立された。アムステルダムのハイス・ファン・ハール市長が率いる募金キャンペーンの後、プリンセン運河通り265番地から275番地までも購入された。プリンセン運河通り263番および265番の建物は復元された。1960年にかつての隠れ家を整備し「アンネ・フランクの家」として開館し、一般に公開が行われる様になった。現在はアンネ・フランク財団が管理をしている。この財団は、アンネ・フランクを襲った不幸であるユダヤ人迫害を教訓にユダヤ人のみならず人種差別に反対する活動を行っている。
外装の1、2階部分は改装され当時の面影は無いが、内部は当時の生活がしのばれる物がそのまま保存されている。隠れ家（裏側の建物）に通じる入口を隠した回転式の本棚、「アンネの日記」を綴った屋根裏の部屋もあり、戦争の悲惨さがそのまま伝わってくる。年間約100万人が訪れる。
日本からは年間約3万人が訪れる。これはイスラエルからの年間訪問者より約5千人多い。

## 概要
- 開館時間
  - 1月1日〜3月14日：9:00〜19:00（1月1日は12:00〜19:00）
  - 3月15日〜6月30日：9:00〜21:00（5月4日は9:00〜19:00）
  - 7月1日〜8月31日：9:00〜22:00
  - 9月1日〜9月14日：9:00〜21:00
  - 9月15日〜12月30日：9:00〜19:00（12月31日は9:00〜17:00）
- ※入館は閉館30分前まで。
- 休館日
  - 10月9日
- 観覧料
  - €9.0

## アクセス
- トラム13、14、17、20番でウェステルマルクト下車。徒歩2分。

※プリンセン運河沿い。

## 日本における展示
- 広島県福山市のホロコースト記念館は隠れ家の部屋と日記を再現している[2][3]。バラ園にはアンネ・フランクの形見のバラ（アンネのバラ）が植えられており、アンネの像がある[4]。
- 兵庫県西宮市のアンネのバラの教会にはアンネ・フランク資料館があり、アンネが愛用したスプーン、靴べら、切手入れ、そしてフランク氏の書簡が保管されている[5]。教会の「アンネの庭」にはフランク氏から贈られたアンネのバラとアンネの銅像がある[6]。
- 福島県白河市のアウシュヴィッツ平和博物館はアンネ・フランク財団から版権を取得した写真150点の中から約20点を常設展示している[7]。
- 岐阜県可児市の花フェスタ記念公園にはアンネのバラ園と銅像がある[8]。